# 연서중학교 (세종)
연서중학교(燕西中學校)는 대한민국 세종특별자치시 연서면 신대리에 있는 공립 중학교이다. 

## 학교 연혁
- 1971년 6월 22일 : 연서중학교 설립 인가
- 1972년 3월 11일 : 개교식
- 1975년 1월 13일 : 제1회 졸업식 (132명)
- 2022년 1월 5일 : 제48회 졸업식 (41명, 누계 4,405명)
- 2022년 3월 1일 : 제20대 우준식 교장 부임
- 2022년 3월 2일 : 제51회 입학식 (39명)
- 2024년 3월 4일 : 제51회 입학식 (34명)
- 2024년 3월 1일 : 제21대 유효종 교장 부임

## 참고 자료
- 연서중학교 - 한국교육학술정보원 학교알리미